# Mazapil
Mazapil é um município do estado de Zacatecas, no México.